# San Jacinto (Nevada)
San Jacinto é uma área não incorporada do condado de Elko, estado de Nevada, Estados Unidos. Faz parte da Elko Micropolitan Statistical Area.